# José Joaquim de Sousa (Gouverneur)

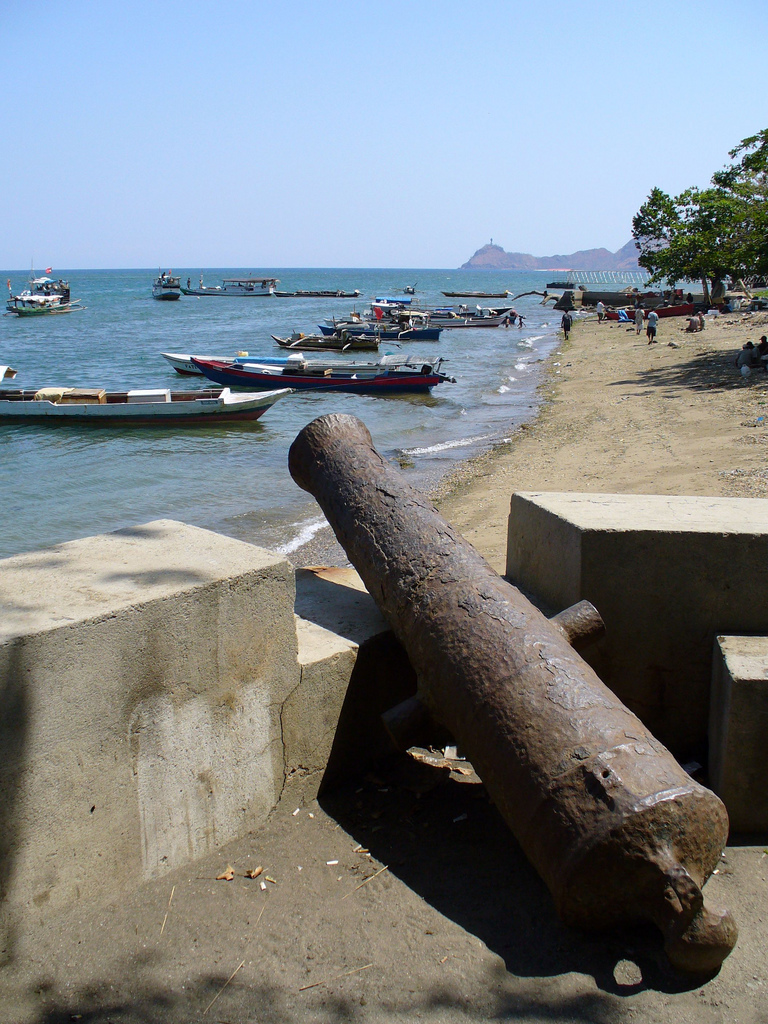
Portugiesische Kanone am Hafen von Dili

Der portugiesische Kapitän José Joaquim de Sousa war von 1800 bis 1803 Gouverneur von Timor.
Sousa rüstete in der Kolonialhauptstadt Dili die Festung, die sein Vorgänger João Baptista Verquaim (1794–1800) errichten ließ, mit Kanonen aus. Außerdem strukturierte Sousa die kolonialen Truppen neu.